# Naoki Kojima
Naoki Kojima (japanisch 兒島 直樹 Kojima Naoki; * 1. November 2000) ist ein japanischer Bahnradsportler, der auf Ausdauerdisziplinen spezialisiert ist.

## Sportlicher Werdegang
Kojima stammt aus der Präfektur Fukuoka und begann an der Mittelschule in Kurume mit Bahnradsport. Er spezialisierte sich auf Ausdauerdisziplinen und gewann 2018 bei den Asienmeisterschaften der Junioren Medaillen im Punktefahren und in der Mannschaftsverfolgung. Diese beiden Disziplinen sollten auch in der Elite seine Stärke sein.
2021, noch während seines Studiums an der Nihon-Universität, erhielt Kojima einen Vertrag bei Team Bridgestone Cycling, für die er seitdem im Nations Cup sowie in Straßenrennen antrat. Im Bahnradsport gehörte er dem japanischen Mannschaftsverfolgungs-Team an, das von 2022 bis 2024 die Asienmeisterschaften und 2023 die Asienspiele gewann. Beim Nations Cup 2024 in Hongkong belegte die japanische Mannschaft mit Kojima den zweiten Platz und verbesserte den japanischen Rekord auf 3:48,127 min. Individuell wurde Kojima dreifacher Asienmeister im Punktefahren (2023, 2024) und im Omnium (2025). Bei Weltmeisterschaften war sein bestes Resultat der siebte Platz 2023 im Punktefahren.
Auf der Straße bestritt Kojima hauptsächlich Rennen in Japan und erzielte mehrere Erfolge bei Rennen des nationalen Kalenders. 2021 war er U23-Landesmeister im Straßenrennen. Im Oktober 2023 erzielte er mit einem Etappensieg bei der Tour of Kyushu erstmals einen Sieg in einem internationalen UCI-Rennen.

## Erfolge

### Bahn
2018
 Asienmeister – Punktefahren (Junioren)
 Asienmeisterschaften – Mannschaftszeitfahren (Junioren; mit Ryuta Sato, Taisei Hino und Hiroyuki Umakoshi)
2021
 Japanischer Meister – Omnium, Mannschaftsverfolgung (mit Eiya Hashimoto, Tetsuo Yamamoto, Shoki Kawano und Shunsuke Imamura)
2022
 Asienmeister – Mannschaftsverfolgung (mit Shoi Matsuda, Kazushige Kuboki, Shunsuke Imamura und Eiya Hashimoto)
 Asienmeisterschaften – Punktefahren
 Japanischer Meister – Punktefahren, Mannschaftsverfolgung (mit Kazushige Kuboki, Shunsuke Imamura und Shoi Matsuda)
2023
 Asienmeister – Punktefahren, Mannschaftsverfolgung (mit Eiya Hashimoto, Shoi Matsuda und Kazushige Kuboki)
 Japanischer Meister – Punktefahren, Mannschaftsverfolgung (mit Kazushige Kuboki, Eiya Hashimoto, Shunsuke Imamura und Shoi Matsuda)
 Asienspiele – Madison (mit Shunsuke Imamura), Mannschaftsverfolgung (mit Shoi Matsuda, Kazushige Kuboki, Eiya Hashimoto und Shunsuke Imamura)
2024
 Asienmeister – Punktefahren, Mannschaftsverfolgung (mit Eiya Hashimoto, Shoi Matsuda und Kazushige Kuboki)
 Japanischer Meister – Omnium, Punktefahren, Scratch, Madison (mit Shoki Kawano)
2025
 Asienmeister – Omnium
 Asienmeisterschaften – Mannschaftsverfolgung (mit Eiya Hashimoto, Shoi Matsuda, Kazushige Kuboki und Tetsuo Yamamoto)

### Straße
2021
 Japanischer Meister – Straßenrennen (U23)
2023
eine Etappe und Punktewertung Tour de Kyushu